# (223) Rosa
(223) Rosa es un asteroide perteneciente al cinturón de asteroides descubierto el 9 de marzo de 1882 por Johann Palisa desde el observatorio de Viena, Austria.
Se desconoce la razón del nombre.
Forma parte de la familia asteroidal de Temis.